# Minuano
Minuano és una petita localitat de l'Uruguai, ubicada a l'est del departament de Cerro Largo, a la frontera amb el Brasil. Té una població aproximada de 217 habitants, segons les dades del cens del 2004.
Es troba a 63 metres sobre el nivell del mar.